# Чемпіонат світу з хокею із шайбою 1992 (жінки)
Чемпіонат світу з хокею із шайбою 1992 (жінки) — 2-й чемпіонат світу з хокею із шайбою ІІХФ, який проходив у Фінляндії з 20 по 26 квітня 1992 року. Матчі відбувалися у місті Тампере.

## Кваліфікація (Азія)
- Китай —  Японія 10:0, 7:3

## Груповий турнір

### Група А
| М  | Збірна | І | В | Н | П | Ш    | О | Канада | Швеція | КНР   | Данія  |
| -- | ------ | - | - | - | - | ---- | - | ------ | ------ | ----- | ------ |
| 1. | Канада | 3 | 3 | 0 | 0 | 24:1 | 6 |        | 6 - 1  | 8 - 0 | 10 - 0 |
| 2. | Швеція | 3 | 2 | 0 | 1 | 11:9 | 4 | 1 - 6  |        | 6 - 2 | 4 - 1  |
| 3. | Китай  | 3 | 1 | 0 | 2 | 7:16 | 2 | 0 - 8  | 2 - 6  |       | 5 - 2  |
| 4. | Данія  | 3 | 0 | 0 | 3 | 3:20 | 0 | 0 - 10 | 1 - 4  | 2 - 5 |        |

### Група В
| М | Збірна    | І | В | Н | П | Ш    | О | США    | Фінляндія | Норвегія | Швейцарія |
| - | --------- | - | - | - | - | ---- | - | ------ | --------- | -------- | --------- |
| 1 | США       | 3 | 3 | 0 | 0 | 31:4 | 6 |        | 5 - 3     | 9 - 1    | 17 - 0    |
| 2 | Фінляндія | 3 | 2 | 0 | 1 | 27:9 | 4 | 3 - 5  |           | 11 - 3   | 13 - 1    |
| 3 | Норвегія  | 3 | 1 | 0 | 2 | 8:21 | 2 | 1 - 9  | 3 - 11    |          | 4 - 1     |
| 4 | Швейцарія | 3 | 0 | 0 | 3 | 2:34 | 0 | 0 - 17 | 1 - 13    | 1 - 4    |           |

## Втішний раунд

### 5-8 місця
- 24 квітня  Китай –  Швейцарія 2:1
- 24 квітня  Норвегія –  Данія 2:0

### 7-8 місця
- 26 квітня  Данія –  Швейцарія 4:3

### 5-6 місця
- 26 квітня  Норвегія –  Китай 1:2

## Фінальний раунд

### Півфінали
- 24 квітня  США –  Швеція 6:4
- 24 квітня  Канада –  Фінляндія 6:2

### 3-4 місця
- 26 квітня  Фінляндія –  Швеція 5:4

### Фінал
- 26 квітня  Канада –  США 8:0

## Підсумкова таблиця
|   | Канада    |
|   | США       |
|   | Фінляндія |
| 4 | Швеція    |
| 5 | Китай     |
| 6 | Норвегія  |
| 7 | Данія     |
| 8 | Швейцарія |

## Бомбардири
| Гравець         | І | Г | П | О  | ШХ |
| --------------- | - | - | - | -- | -- |
| Кеймі Ґранато   | 5 | 8 | 2 | 10 | 2  |
| Деніелла Гойе   | 5 | 3 | 7 | 10 | 2  |
| Андріа Хантер   | 5 | 5 | 4 | 9  | 0  |
| Ліза Браун      | 5 | 2 | 7 | 9  | 8  |
| Шеллі Луні      | 5 | 1 | 8 | 9  | 2  |
| Ріікка Ніємінен | 5 | 6 | 2 | 8  | 0  |
| Франс Сент-Луїс | 5 | 5 | 3 | 8  | 2  |
| Нансі Дроле     | 5 | 4 | 4 | 8  | 0  |
| Жанін Собек     | 5 | 3 | 5 | 8  | 0  |
| Карін Бай       | 5 | 3 | 5 | 8  | 2  |

## Нагороди
Найкращі гравці, обрані дирекцією ІІХФ
- Найкращий воротар:  Анніка Ален
- Найкращий захисник:  Джералдін Гіні
- Найкращий нападник:  Кеймі Ґранато

Команда усіх зірок, обрана ЗМІ
- Воротар:  Манон Реом
- Захисники:  Джералдін Гіні  —  Еллен Вайнберг
- Нападники:  Анджела Джеймс  —  Ріікка Ніємінен  —  Кеймі Ґранато